# Nucleurus
Nucleurus – rodzaj stawonogów z wymarłej gromady trylobitów, z rzędu Phacopida.
Żył w okresie syluru (landower).